# 号禄
号禄（ごうろく）とは、日本の律令制において天皇の配偶者であった妃・夫人・嬪に支給された禄のこと。

## 概要
養老律令の「禄令」（嬪以上条）によれば、毎年2月に春夏分、8月に秋冬分、計年2回支給され、春夏に糸（単位:絇）で支給された物が秋冬には綿（単位:屯）に置き換えられて支給されること以外は同量の支給であった。なお、天皇の正妃である皇后（中宮）には封戸である湯沐が与えられていたため、号禄は支給されなかった。
号禄は官人に支給される季禄や皇親に支給される時服（料）と似た性格を有し、妃・夫人・嬪が女性官人とも言える宮人職事を兼ねた場合、号禄と宮人職事としての季禄は累給（併給）が認められる規定が設けられている。これは、大宝律令が完成した直後に皇親の時服料と職事の季禄の累給を認めた格とともに、官人としての禄である季禄と皇親としての禄である時服及びこれに準じた地位にある後宮としての禄である号禄との併給は1人に対する禄の重複支給になると解されたため、特別な規定を必要としたと考えられている。
1回あたりの号禄支給額
| 支給物（括弧内は単位）  | 妃 | 夫人 | 嬪 |
| ----------------------- | -- | ---- | -- |
| 絁（疋）                | 20 | 40   | 60 |
| 夏:糸（絇）/冬:綿（屯） | 18 | 36   | 54 |
| 布（端）                | 12 | 24   | 36 |